# Cosme Barrutia
Cosme Barrutia Iturriagoitia, nacido el 27 de septiembre de 1929 en Yurreta (Vizcaya, España), fallecido el 12 de noviembre de 2005. Fue un ciclista español, profesional entre los años 1949 y 1960, durante los que consiguió 21 victorias. Su hermano Antón Barrutia también fue ciclista profesional
Era un corredor que andaba bien en todos los terrenos, logrando un gran número de victorias en carreras regionales. 

## Palmarés
| 1949 - Aranguren 1950 - Azkoitia - Elorrio 1952 - Lazkao - Santurtzi - 3.º en el Campeonato de España en Ruta 1953 - 1 etapa de la Vuelta a Asturias - Éibar - Alsasua - G. P. Ayuntamiento de Bilbao, más 1 etapa - Campeonato de España de Ciclocrós | 1954 - Prueba de Legazpi 1955 - G.P. Portugalete - Circuito de Guecho - Circuito Urbano de Zumarraga 1956 - G.P. Primavera - 1 etapa de la Vuelta a Asturias 1957 - Loinaz - Yurreta 1958 - Alsasua - Vuelta a La Reigada |

## Resultados en Grandes Vueltas y Campeonato del Mundo
Durante su carrera deportiva ha conseguido los siguientes puestos en las Grandes Vueltas y en los Campeonatos del Mundo en carretera y ciclocrós:
| Carrera              | 1949 | 1950 | 1951 | 1952 | 1953 | 1954 | 1955 | 1956 | 1957 | 1958 | 1959 | 1960 |
| -------------------- | ---- | ---- | ---- | ---- | ---- | ---- | ---- | ---- | ---- | ---- | ---- | ---- |
| Giro de Italia       | -    | -    | -    | -    | -    | -    | -    | -    | -    | -    | -    | -    |
| Tour de Francia      | -    | -    | -    | -    | -    | -    | -    | -    | -    | -    | -    | -    |
| Vuelta a España      | X    | -    | X    | X    | X    | X    | 9.º  | 15.º | 45.º | Ab.  | Ab.  | -    |
| Mundial en Ruta      | -    | -    | -    | -    | -    | -    | -    | -    | -    | -    | -    | -    |
| Mundial de Ciclocrós | -    | -    | -    | -    | 18º  | 17º  | -    | -    | -    | Ab.  | -    | -    |

-: no participa

Ab.: abandono

X: ediciones no celebradas